# Tujon
Tujon – organiczny związek chemiczny, związek terpenowy, występujący w olejku eterycznym m.in. piołunu (Artemisia absinthium), bylicy pospolitej (Artemisia vulgaris), wrotyczu pospolitego (Tanacetum vulgare), szałwii lekarskiej (Salvia officinalis), żywotnika zachodniego (Thuja occidentalis), a także w napoju alkoholowym z domieszką wyciągu z piołunu – absyncie i gorzkiej ziołowej wódce zwanej piołunówką.
Tujon jest łatwo rozpuszczalny w alkoholach i eterze dietylowym, nie rozpuszcza się w wodzie. Wywołuje w większych dawkach wzmożoną czynność kory mózgowej z niepokojem ruchowym i dużą drażliwością. W zatruciach pojawiają się stany podniecenia i psychozy. Spośród narządów zmianom zwyrodnieniowym ulega przede wszystkim układ nerwowy.
Działanie farmakologiczne związane jest prawdopodobnie z interakcjami z receptorem GABA.
Podejrzenia o zatrucia tujonem były dość częstym zjawiskiem, zwłaszcza we Francji, gdzie używano w dużej ilości napojów zawierających olejek eteryczny, składnik piołunu (absyntu, wermutu). Jednak międzynarodowy zespół naukowców zbadał oryginalne butelki absyntu i stwierdził, że to wysoka zawartość alkoholu, a nie tujon, odpowiada za jego zatrucia. W innych współczesnych publikacjach przeważa opinia, że absyntyzm był raczej skutkiem nadużywania alkoholu, o ile stężenie tujonu nie przekroczyło progu neurotoksyczności.
Olejek koloru zielonego, zawierający domieszkę substancji o wybitnie gorzkim smaku, służył do wyrobu absyntu, konsumowanego zwykle z wodą sodową.
Ze względu na plagę nałogowego picia absyntu pod koniec XIX i na początku XX w., większość krajów europejskich i USA zabroniły po I wojnie światowej jego sprzedaży i produkcji. Aktualnie, w większości krajów Unii Europejskiej absynt jest legalny, pod warunkiem, że stężenie tujonu nie przekracza w nim 10 mg/l. W USA absynt był zakazany, jednak w 2006 roku został dopuszczony do sprzedaży.
Nazwa pochodzi od łacińskiej nazwy żywotnika – Thuja.